# Barjă

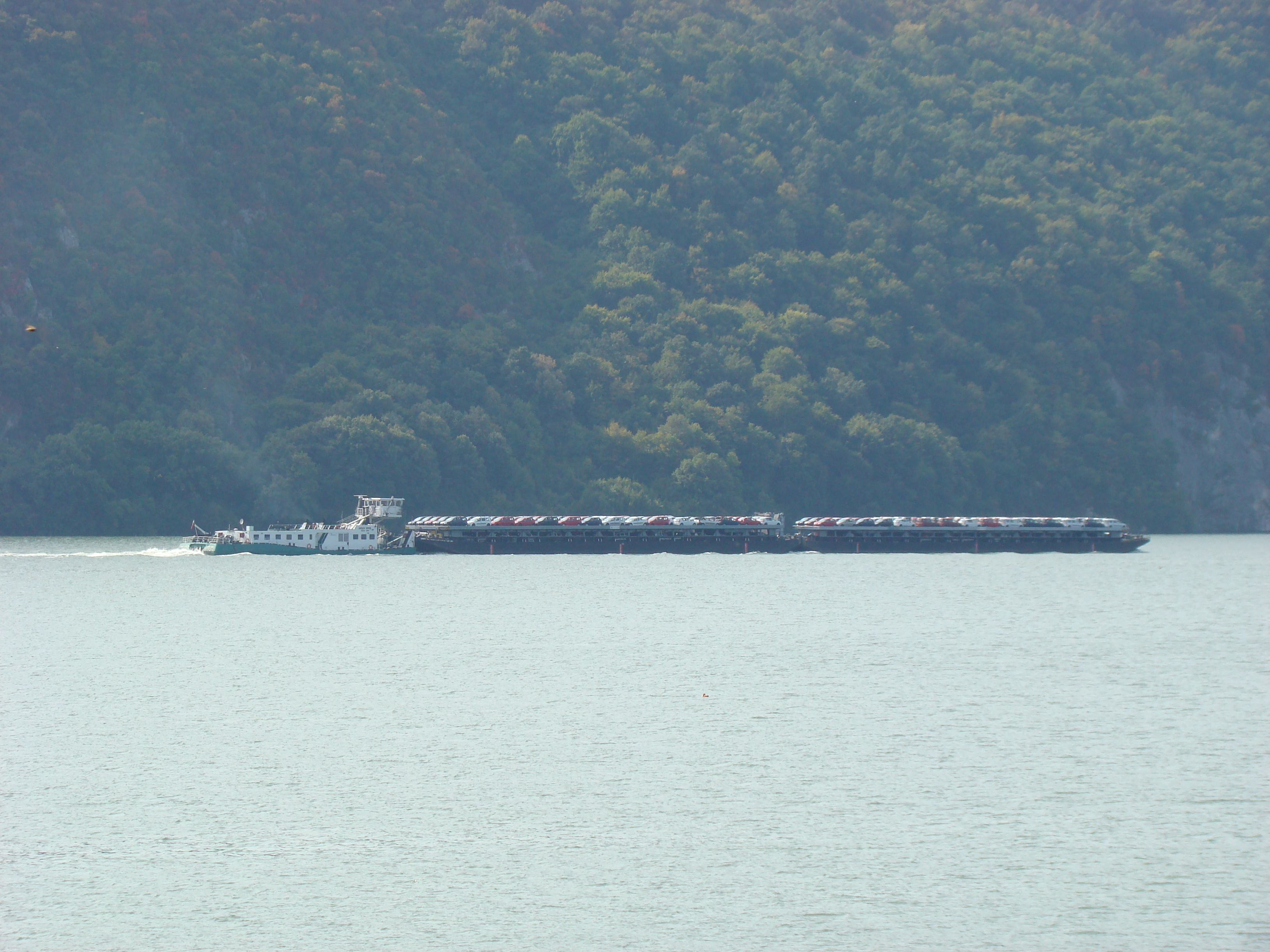
Barjă în Cazanele Dunării

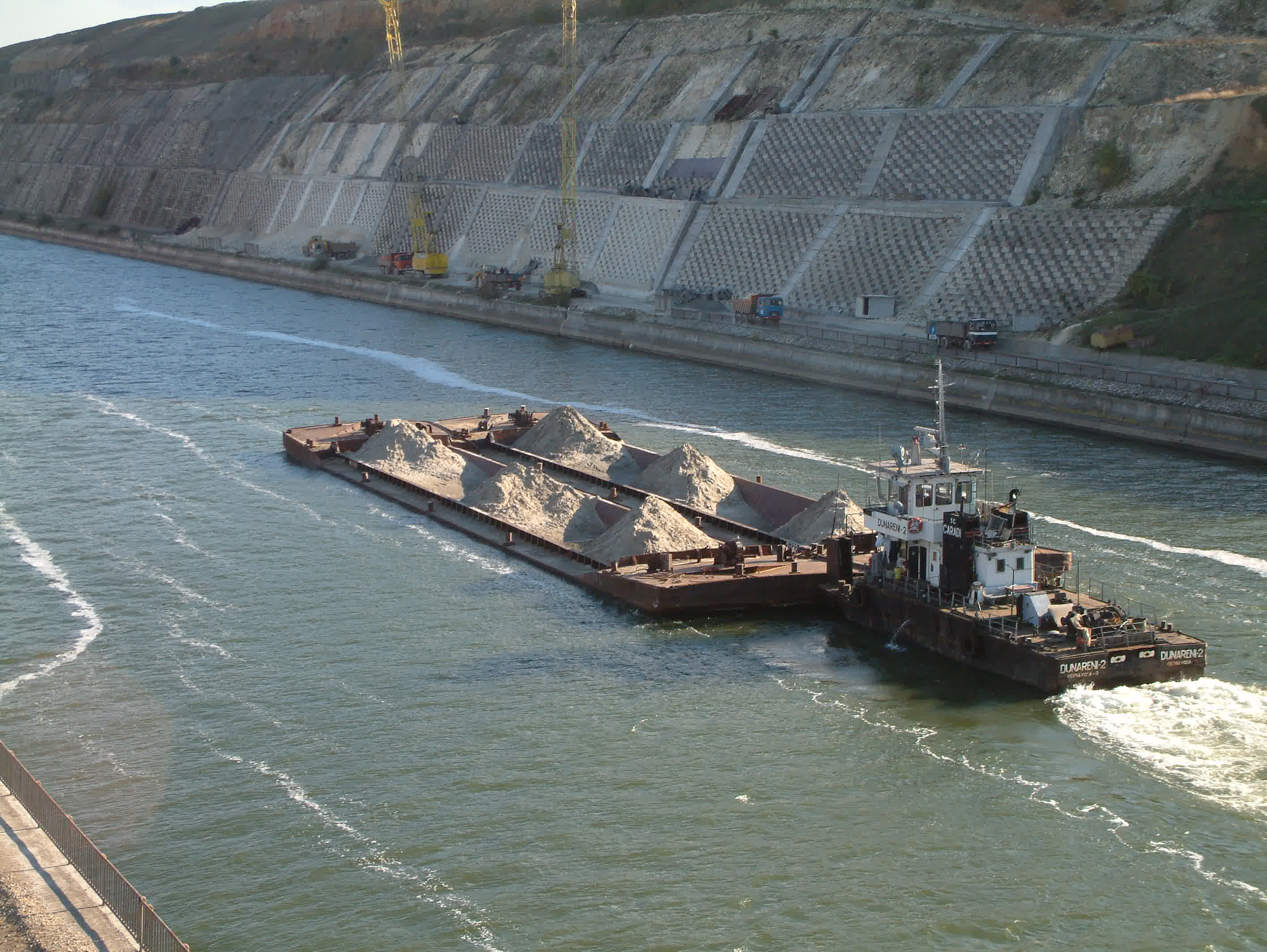
Barjă pe canalul Dunăre-Marea Neagră

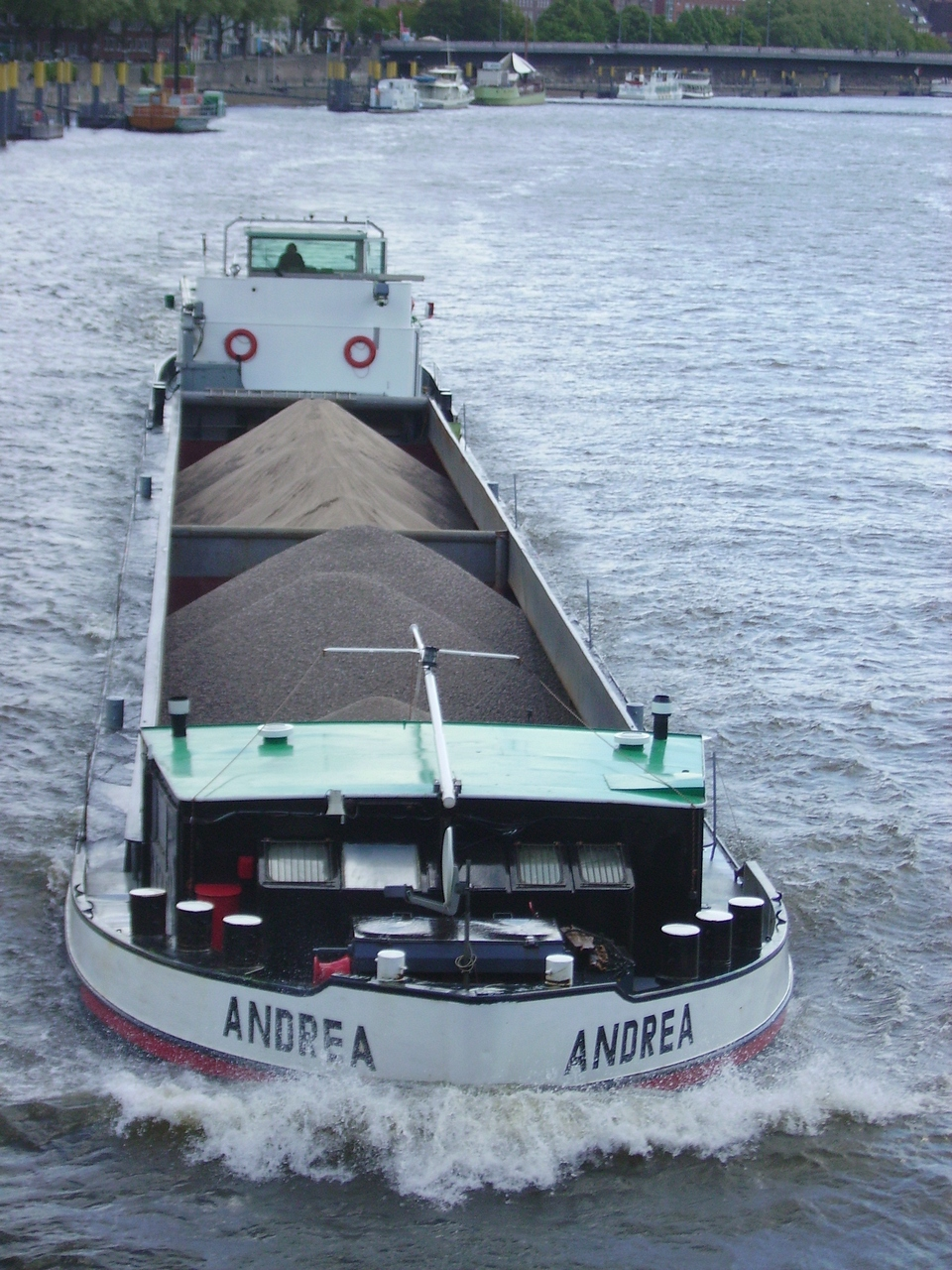
Barjă autopropulsată

O barjă este o navă cu fundul plat cu sau fără propulsie proprie, utilizată pentru transportul mărfurilor grele pe căile navigabile sau pentru intervenții tehnice marine.
Barjele se deplasează de obicei în convoaie propulsate de către un împingător situat în spatele convoiului. Există însă și barje autopropulsate.
Pe barje nu se construiesc cabine și nici nu există personal de bord permanent. De asemenea, barjele nu sunt prevăzute cu mijloace proprii de încărcare-descărcare.
Barjele de dimensiuni mari sunt prevăzute cu tancuri de balast la prova, la pupa sau în borduri pentru realizarea asietei necesare la încărcături asimetrice.
Barjele aflate în extremitățile convoiului au forme hidrodinamice fiind dotate și cu instalații de ancorare. Barjele care navigă pe fluviile din Europa de Vest au lungimi între 70-76 m, lățimi de 9,5-11 m, pescaje de 2,5-3,3 m.
Barjele care navigă pe marile fluvii și pe rețeaua de canale din Rusia au capacități ce depășesc 4 000 t.
Datorită multiplelor avantaje de exploatare pe care le prezintă, construcția barjelor a căpătat în ultimii ani o mare dezvoltare. Există chiar o tendință de standardizare pe tipuri corespunzătoare caracteristicilor căilor navigabile pe care le deservesc.
Având fundul plat, pe cursul Dunării traficul cu barje este permanent în perioada navigabilă, în condițiile în care adâncimea canalului navigabil rămâne peste 2,8 metri.
Dimensiunile maxime ale barjelor care navigă pe Dunăre sunt: lungime 88 m, lățime 12 m, pescaj 3,3 m și capacitate de încărcare de 3 000 t.
Barjele sunt des folosite în exploatările petroliere offshore, platforme marine, conducte etc. și dispun de dotări specializate cum ar fi: macarele de mare putere, instalații de ancorare în mai multe puncte, sisteme și echipamente complete de scufundare, unelte subacvatice pneumatice și hidraulice etc.